# Đeravica
Gjeravica (albanés) o Ђеравица, Đeravica (serbio) es la montaña más alta de Kosovo y Serbia. Es la segunda altitud en los Montes Prokletije y de toda la cadena de los Alpes Dináricos. Tiene una altitud de 2656 m s. n. m., aunque pueden ser 2667 m con las nuevas lecturas con GPS.[cita requerida] Ubicada en el noroeste de Kosovo cerca de la frontera con Albania, sólo lo sobrepasa el pico Cresta del Lago (Maja Jezercë) en Albania, que tiene 2694 m en el punto más alto de todos los Alpes Dináricos. 
Entre 1992 y 2006 fue la montaña más alta en la República Federal de Yugoslavia, y luego del estado de Serbia y Montenegro. Si se considera a Kosovo como parte de Serbia, Đeravica sería considerado el punto más alto de ese país.
Es algo diferente del resto de las montañas Prokletije debido a la falta de una textura caliza y rocosa que tienen las montañas Prokletije.[cita requerida] Esto hace que sea más fácil para su ascenso. Hay muchos lagos glaciares, grandes y pequeños cerca de la cumbre. El más grande de los lagos es el lago Gjeravica que queda justo bajo la cumbre y es el origen del río Erenik. 

## Asentamientos cercanos
- Dečani
- Junik
- Peć
- Belaje